# Bronisław Radziszewski

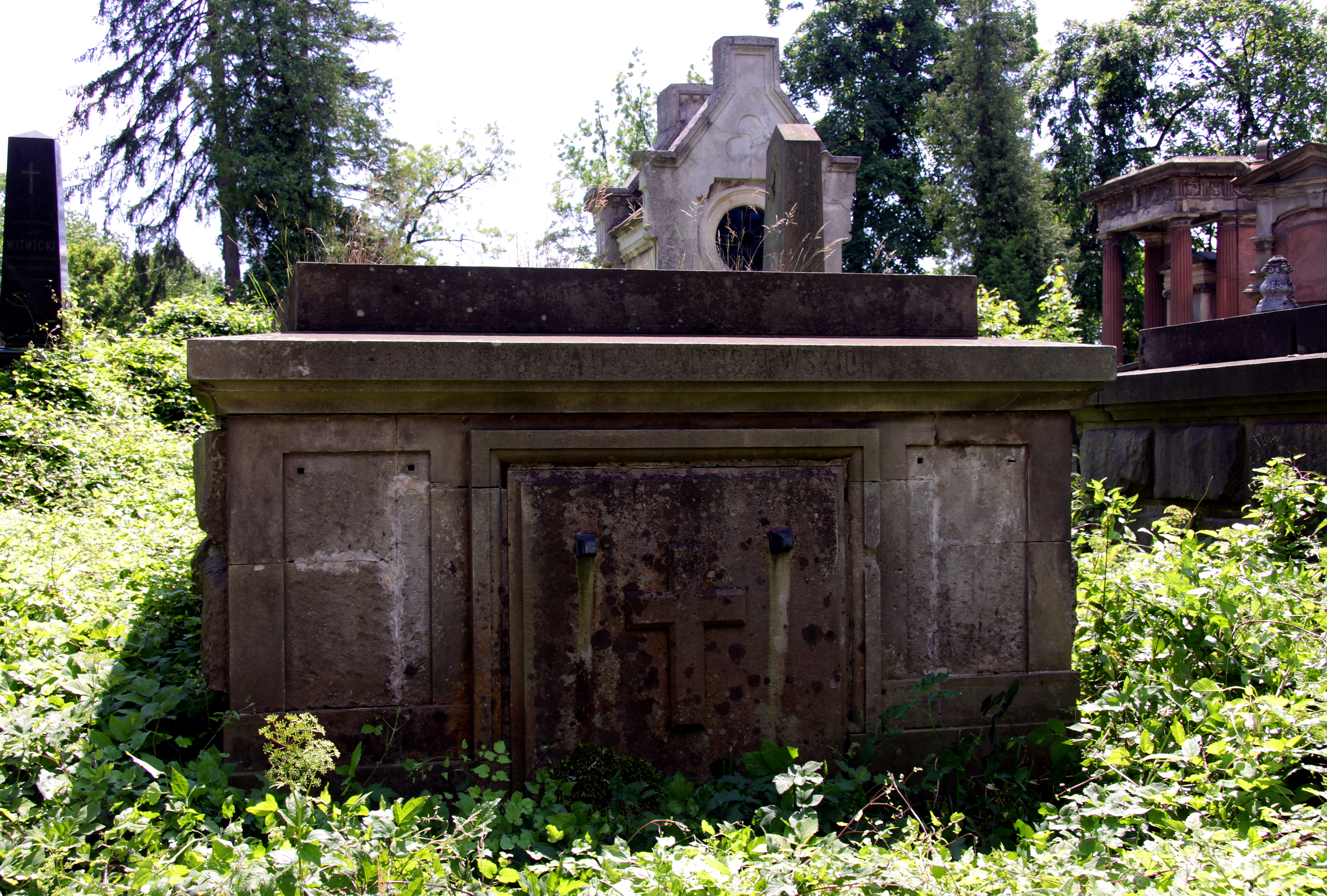
Grobowiec na Cmentarzu Łyczakowskim we Lwowie

Bronisław Leonard Radziszewski pseudonim Ignacy Czyński (ur. 6 listopada 1838 w Warszawie, zm. 11 marca 1914 we Lwowie) – polski chemik, profesor i rektor Uniwersytetu Lwowskiego. Był też kawalerem Orderu Żelaznej Korony III klasy (1898) i radcą dworu (1909).
Jest autorem ponad 200 prac z dziedziny chemii organicznej, zwłaszcza związków aromatycznych. Stworzył we Lwowie pierwszą nowoczesną pracownię chemiczną, która stała się zarazem warsztatem w kraju do samodzielnych badań naukowych .

## Życiorys

### Edukacja
Był synem Franciszka (1798-1869) i Franciszki z domu Wejnert. W 1855 ukończył gimnazjum w Warszawie, po czym podjął studia przyrodnicze na uniwersytecie w Moskwie (1855-1861). Od października 1862 do czerwca 1863 był nauczycielem przyrody w III Gimnazjum w Warszawie.
Po upadku powstania wyjechał do Belgii, gdzie w latach 1864-1867 studiował chemię w Gandawie. Doktoryzował się w 1867, po czym przez trzy lata był asystentem chemii na Uniwersytecie w Leuven.

### Udział w Powstaniu Styczniowym
Brał aktywny udział w powstaniu styczniowym - jako:
- pomocnik sekretarza stanu Rządu Narodowego Józefa Kajetana Janowskiego
- komisarz rządowy i pełnomocny w woj. augustowskim (pod pseudonimem: Ignacy Czyński)

### Kariera naukowa
W 1870 zamieszkał w Krakowie, gdzie był zastępcą profesora chemii w Instytucie Technicznym i nauczycielem w Szkole Realnej.
W czerwcu 1872 uzyskał nominację na profesora chemii ogólnej i farmaceutycznej Uniwersytetu Lwowskiego. Był pierwszym profesorem chemii ULw, który wykładał ten przedmiot po polsku. Był także kierownikiem Katedry i Studium Farmaceutycznego oraz dyrektorem Instytutu Chemicznego. W 1874 został profesorem zwyczajnym, w roku akademickim 1879-1880 pełnił funkcję dziekana Wydziału Filozoficznego, a w 1882-1883 rektora ULw. W 1910 ustąpił ze stanowiska profesora.

### Aktywność społeczna
Był bardzo aktywny w życiu społecznym. W latach 1874–1903 był radnym miasta Lwowa. Jako rektor zasiadał w Sejmie Krajowym. W 1873 wraz z Feliksem Kreutzem i Julianem Niedźwiedzkim założył Polskie Towarzystwo Przyrodników im. Kopernika, którego był członkiem zarządu, a w latach 1877-1878 i 1890-1891 przewodniczącym. W założonym przez siebie czasopiśmie Kosmos opublikował w latach 1876-1913 135 artykułów. Był członkiem Akademii Umiejętności (od 1874 członkiem korespondentem, od 1881 członkiem czynnym), członkiem Akademii Nauk w Pradze, członkiem Galicyjskiego Towarzystwa Aptekarskiego, Towarzystwa Chemików Czeskich w Pradze, Krajowej Rady Górniczej, komisji egzaminacyjnej dla nauczycieli szkół średnich. 10 czerwca 1897 otrzymał honorowe obywatelstwo miasta Lwowa oraz Medal miasta Lwowa.
Dla uczczenia zasług pochowany na koszt miasta na Cmentarzu Łyczakowskim we Lwowie.